# ゴス (サブカルチャー)

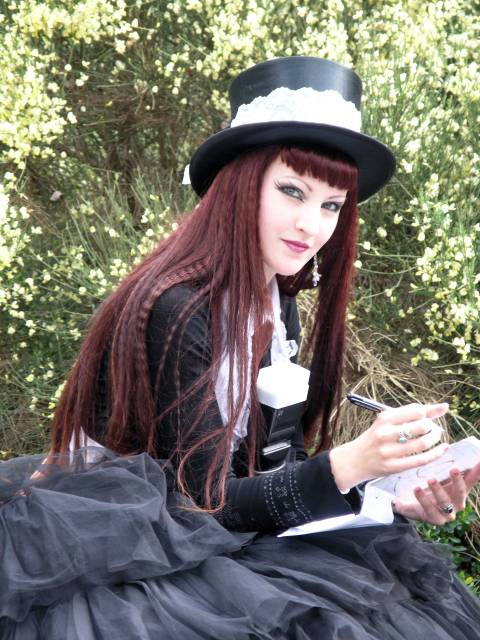
ベルギーの写真家 Viona Ielegems

ゴスは、ゴシックの影響を受けた、音楽、映画、美術、小説などを指すサブカルチャーのことである。1980年代のイギリスにおいて、ポスト・パンクの一ジャンルであるゴシック・ロックシーンからこのサブカルチャーは始まった。

## 概要
César Fuentes Rodríguez とキャロル・シーゲル(Carol Siegel)によると、ゴスの継承および文化的傾向は、ホラー映画や19世紀のゴシック文学など狭い範囲のBDSM文化（ボンデージ、ディシプリン、サド、マゾ）からの影響を受けている。ゴス文化の中でゴシック・ロックという用語は、1967年に音楽評論家のジョン・スティックニーが、ドアーズのジョム・モリソンとワイン・セラーで行った会議で、浮かんだ言葉がルーツの一つとなっている。マーク・ボラン や、ヴェルヴェット・アンダーグラウンド・アンド・ニコ、ドアーズ、デヴィッド・ボウイ、イギー・ポップらのロッカーが初期のゴシック・ロックの美学や慣例を作り上げた。
ゴスに影響を与えた曲とミュージシャンは、以下の通りである。
- ハートに火をつけて - ドアーズ(1967)[7]
- サンデー・モーニング - ヴェルヴェット・アンダーグラウンド・アンド・ニコ(1967)
- メタル・グゥルー - Tレックス(1972)[8]
- ジーン・ジニー - デヴィッド・ボウイ(1972)
- 安息の日々 - ユーライア・ヒープ(1972)[9]
- 悪魔の呪文 - フォーカス(1973)[10]
- ザ・リーパー - ブルー・オイスター・カルト(1976)[11]

1970年代後半のイギリスで、ゴシック系パンクバンドが登場した。初期のゴスバンドには、スージー&バンシーズがあげられる。ゴシック・ロックがポストパンク内のサブジャンルになったのは1980年代前半であり、バウハウスらが代表的なバンドである（後述）。ゴス・シーンは1981年2月21日にスティーブ・キートンが執筆し、UKロックウィークリーサウンズから出版された『The face of Punk Gothique』から名前を取った。1982年7月、ゴスの拠点となった、ロンドンのソーホーにあるバットケイブ・クラブは、ニュー・ミュージカル・エクスプレスによって、ポジティブパンクの拠点と呼ばれるようになった。 後にバットケイブという言葉は、古いゴスを指すのに使われるようになった。
イギリスのシーンとは別に、1970年代後半～1980年代初頭にかけて、アメリカでは、アメリカン・パンクからデスロックが分流をなした。 1980年代から1990年代初頭にかけて、ドイツに頭角を現しつつあるサブカルチャーに携わる人間は、Grufti[e]s（英語で納骨堂の生き物や墓場の生き物のことを表す）と呼ばれた。イギリスのゴスは商業主義的なニューロマンティックに反発していた。彼らはゴシックとニュー・ウェイヴの融合に関心を向け、ダーク・カルチャーの初期段階を形成していった。

## 詳細

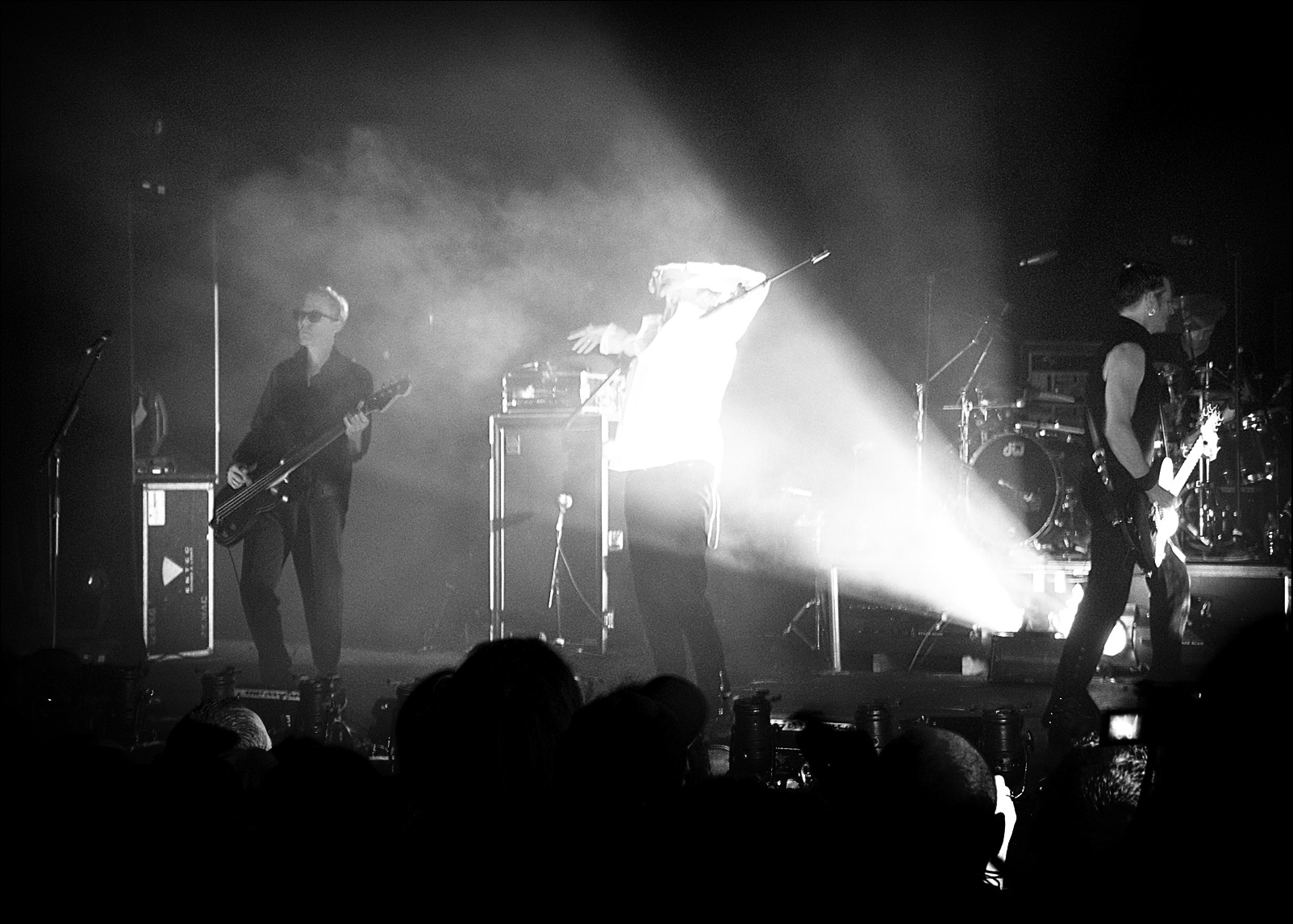
2003年2月3日に行われたバウハウスのライブ

サブカルチャーとしてのゴスは、音楽・ビジュアル両面で発展していった。ゴスは、耽美主義、ロマン主義とファッションを追求する上で、近世のヴィクトリア文化のファッションを取り入れた。
さらに、一般人がゴス・サブカルチャーを呼ぶのに使われる「ゴス・スラング」が生まれた。アメリカにおけるモール・ゴスズ、ラテンアメリカやイタリアにおけるダークは、その一例である。好意的な言葉として、年長のゴス文化人が、目立ちたがり屋でゴスに関心を示している年少者のことを呼ぶ、ミニ・ゴスズやベイビー・バッツなどがある。

## ゴス・シーン
ゴシック・ロックおよびデス・ロックのシーンは少数のバンドによって支えられた。1980年代、スージー・アンド・ザ・バンシーズ、 ザ・キュアー、ザ・シスターズ・オブ・マーシー、ザ・ミッション（アメリカではThe Mission UK）、フィールズ・オブ・ザ・ネフィリム、バウハウス、スピーシメン(Specimen)、ダムドのデイヴ・バニアン、サザン・デス・カルト、セックス・ギャング・チルドレン(en:Sex Gang Children)、45グレイヴ、ヴァージン・プルーンズ（en:The Virgin Prunes)、エイリアン・セックス・フィーンドや、クリスチャン・デス(en:Christian Death(USA)などが活動した。ジョイ・ディヴィジョン、デッド・カン・ダンスも同様の音楽性を持っていた。ゴスではない耽美主義のバンドとしては、オール・アバウト・イヴ、ザ・スミス、コクトー・ツインズらが存在した。
1990年代になると、1980年代に活躍したバンドが成長して、多くの新しいバンドが出てくるようになった。4ADレコードや ベガーズ・バンケット・レコード、ファクトリー・レコード、 といったレコード会社がヨーロッパでゴシック・ロックの楽曲を出した一方、アメリカではクレオパトラ・レコードはニューヨークやカリフォルニア州のロサンゼルス、オレンジ郡向けにゴシック・ロックのレコードをリリースした。ゴス文化人が集う場所で聞かれる音楽のスタイルが、グラム・ロックや パンク・ロック、1980年代のダンスミュージック、ゴシック・ロック、デス・ロック、シンセポップ、シューゲイザー、 ポストパンクまで幅広くなった。ゴス文化人は、音楽的多様性によってアート面で触発されていった。
21世紀に入っても、北アメリカでChamber's Dark Art & Music Festival といった大規模なイベントを、今でも行っている。。EDMやコマーシャルなポップ・ミュージックの反動で、初期のポジティブパンクやデス・ロックが復活しているのが目に見えており、ゴスクラブを増やしている。シネマ・ストレンジ, ブラッディ・デッド・アンド・セクシー,といった、初期のゴスサウンドを再現したバンドがゴス・ファンの間で人気を集めた。Nights like Ghoul Schoolは、精力的にデスロックをアピールした。ドロップ・デッド・マガジン（Drop Dead Festival の手引書）などのゴスやデスロックの雑誌もゴス情報を提供している。ドロップ・デッド・フェシティバルもゴスファンに人気である。ゴス・ロックはドイツなどの西ヨーロッパでファンを獲得し、Wave-Gotik-Treffenや M'era Luna、その他世界中からファンを集めているゴス・フェスティバルが開かれている。

## 歴史
Gothという単語は、ローマ帝国の滅亡において重要な役割を果たした、東ゲルマンの一部族、「ゴート族」を指していた。いくつかのグループにおいてゴスという単語は後に野蛮人や、ローマ帝国の滅亡によって教育を受けることのできなかった者、ヨーロッパでのキリスト教化中および教化後の異教徒であるゴート族を示す軽蔑的な意味合いを含むようになった。ヨーロッパにおけるルネサンスのさなか、従来の中世の建築は「ゴシック建築」と呼ばれるようになり、当時の最新様式であった古典建築とは対照的に、「上品でない野卑なもの」とされていた。
しかし、1700年代イギリスでは、中世への郷愁から人々は中世のゴシック建築の廃墟に魅力を感じるようになった。この魅力はしばしば中世のロマンス文学、ローマ・カトリック、そして超自然へとつながった。イギリスにおけるゴシック・リバイバル建築への熱中は、ホレス・ウォルポールが引き起こしたもので、彼は時折ゴスとあだ名された。18世紀後半のゴシック小説は、彼が1764年に出版した『オトラント城奇譚』によってジャンルが確立された。彼は、自分が見つけ、再び日の目の見せた、本当の中世のロマンが自分の本であると主張した。
以後ゴスという言葉は、怪奇で暗くオカルト的な雰囲気と結び付けられるようになった。墓場、廃れた城や教会、幽霊、吸血鬼、悪夢、呪われた一家、生き埋め、渦巻く煙や、羽ばたくコウモリ、クモの巣、メロドラマ的ストーリーといったゴシック小説のアイテムは、後世の怪奇小説やホラー映画に影響を与えた。追加すべき要素としては、おどろおどろしい造形の悪役がヒーローへ発展していったことである。ゴシック作品の中で最も有名な悪役は、ブラム・ストーカーが生み出したドラキュラ伯爵であり、ホラー映画における中世を、より有名にしたキャラクターでもある。他に「フランケンシュタイン」、「狼男」、「ゾンビ」なども、ゴスにおける人気キャラクターとなっていった。ホラー映画の強大なイメージは1920年代のGerman expressionist cinemaにはじまり、1930年代は、ユニバーサル・スタジオが優勢に立ち、それからプラン9・フロム・アウタースペースといったB級ホラーからハマー・フィルム・プロダクションへと移っていった。

ゴス・サブカルチャーにおけるゴシック小説の影響は、ホラー映画およびホラー番組によくあるイメージを通して、ゴスの詩や音楽などといった非常に多くのところで見られるが、時折この影響が古臭いものになってしまうことがある。特に、バイロニックヒーローは、ゴスの先駆者であり、ベラ・ルゴシのドラキュラ伯爵のイメージは、初期のゴスのイメージに影響を与えた。映画ファンは、ベラ・ルゴシの、危険だが優雅で神秘的なドラキュラに魅了された。一部の人々は、美術的な建築物が、ゴシック・ファッションやゴシック・スタイルに影響を与えたと信じるが、1979年8月にバウハウスというバンドがリリースした1stシングル『ベラ・ルゴシの死』がゴス・サブカルチャーの幕開けだと信じる人もいる。ゴス・ロックのバウハウスのメンバーの中には、美大生や活動的な芸術家もいた。
初期のゴシック・ロックやデス・ロックのミュージシャンの中には伝統的なホラー映画のイメージや、そのサウンドトラックからインスピレーションを受けて世界観を作り上げるものもいた。それによって観客も彼らの服装や持ち物を受け入れるようになった。

恐怖とゴスの関係は、デヴィッド・ボウイ、カトリーヌ・ドヌーヴ、スーザン・サランドンが出演し1983年に公開された映画『ハンガー』によって強調された。この映画の中では、ゴシック・ロックバンドのバウハウスがナイトクラブで 『ベラ・ルゴシの死』を演奏するシーンがある。

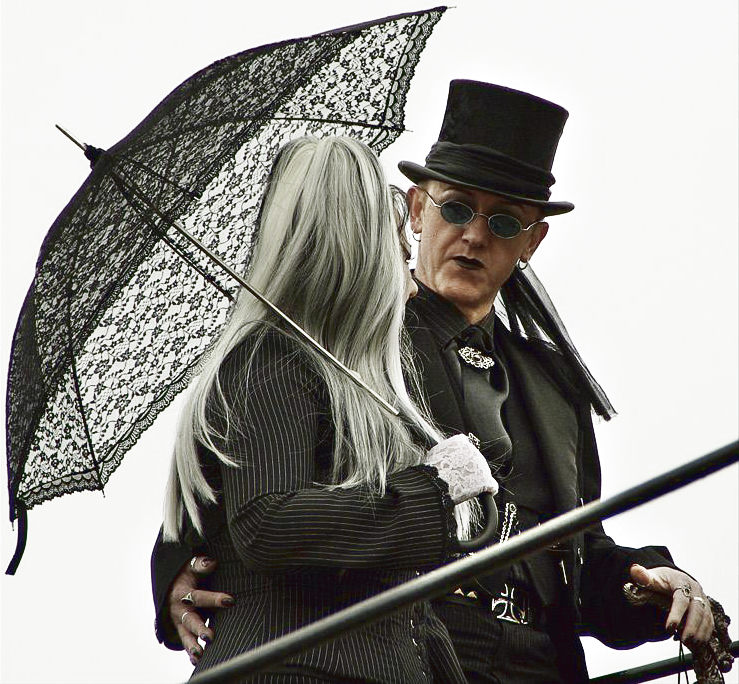
イギリスにあるウィットビー・ゴス・ウィークエンドの二人

1993年、ブラム・ストーカーの『吸血鬼ドラキュラ』を取り込んだ結果として、イングランドのノース・ヨークシャー北海に面するにある港町ウィットビーは年2回で開催される大規模なゴスとスチームパンクのウィットビー・ゴス・ウィークエンド (en:Whitby Goth Weekend)のフェスティバルである。
独立戦争のときから語り継がれる『首なし騎士の怪談』は、ワシントン・アーヴィングの『スリーピー・ホロウの伝説』（ファンタジー小説のリップ・ヴァン・ウィンクルと同時に1920年に出版）が、ニューヨークの闇をロマンティックに語ることで、不滅のものとなった。この話はアーヴィングがイギリスに住んでいるときにニューヨークのハドソン川流域に生むオランダ移民の間でよく語り継がれている話を基にして(一対の話の片方として)書かれた。
白黒無声映画として、1922年にウィル・ロジャース主演で最初に映画化されたが、1949年に公開されたディズニーのオムニバス映画『イカボードとトード氏』は、20世紀のポップ・カルチャーとして強く残っている。9年後、 Wind in the Willows からこの作品は分けられ、The Legend of Sleepy Hollowは毎年恒例のハロウィン・ウィーク特集としてNBCテレビで人気作品となった。
ティム・バートンが監督した、1999年公開の映画『スリーピー・ホロウ』である。『シザーハンズ』や『ビートルジュース』、『バットマン』などといった神秘性、魔術、ホラーを融合させた作品を監督してきたバートンは、暗黒と影に満ちたストーリーを作るのに全力を注いだ。
ゴス・サブカルチャーの進化において、古典ロマンスとゴシックおよびホラー文学は大きな役割を果たしている。キーツやポー、ボードレールや他のロマンス悲劇作家は黒いアイライナーや黒い服装をしていくことで、ゴス・サブカルチャーの象徴になっていった。実際、ボードレールは自身の文学集『悪の華』の中でゴシック的な暗い言葉をできるだけ多く書き連ねている。

C'est l'Ennui! —l'œil chargé d'un pleur involontaire,
Il rêve d'échafauds en fumant son houka.
Tu le connais, lecteur, ce monstre délicat,
—Hypocrite lecteur,—mon semblable,—mon frère! 
It is ennui! — an eye brimming with an involuntary tear,
he dreams of the gallows in the fumes of his water-pipe.
You apprehend, reader, this fragile monster,
—hypocrite reader,—my mirror,—my brother!
—starfarmerによる英訳
スイスのH・R・ギーガーは、EL&Pのレコード・ジャケットや、リドリー・スコット監督の映画『エイリアン』において、現代映画の中にゴスとインダストリアルを取り入れたグラフィック・アーティストである。
ゴシック・シーンに文学的影響を与えたものの中で、比較的新しい小説は、アン・ライスによる吸血鬼のイメージの大幅な変更である。ライスの話に出てくる登場人物は永遠の孤独にさいなまれていて、それが故に出てくる反対感情と悲劇的な性は、多くのゴスファンたちを深くひきつけ、80年代から90年代にかけて、彼女の作品をとても人気のあるものにした。近年、彼女の作品を基にした映画がいくつか公開され、そのうちで代表的なものは、インタビュー・ウィズ・ヴァンパイアであり、本編の中においてゴシック趣味がはっきりと現れたり遠まわしに現れたりした。
ゴス文化が定着し、ホラーとゴシックの関係は常套句状態となり、ゴス文化にはホラー小説や映画のキャラクターが出てくるようになった。例えば、ザ・クロウは、ゴシック音楽やゴス・スタイルを直接的に描いている。ニール・ゲイマンの人気グラフィックノベル『サンドマン』における、暗くて不気味な主人公ドリームと、その姉デスといった要素は、ゴスの影響を受けている。アン・ライスのシリーズ本The Vampire Chronicles と、ワールド・オブ・ダークネスを扱った人気RPG(特にヴァンパイア：ザ・マスカレード)もまた、ゴシック音楽やゴス文化を直接的に題材としており、シーンを活性化させた。
『ブレードランナー』などのサイバーパンク作品も、ゴスの外部から、ゴス・シーンに影響を与え、サイバー・サブカルチャーやインダストリアル・サブカルチャーと結びついて影響力を増し、サイバー・ゴスというジャンルが生まれた。人気のあるゴス・キャラクターが積極的に描かれたアメリカのテレビドラマシリーズは『NCIS 〜ネイビー犯罪捜査班』である。ポーリー・ペレット演じるアビー・シュートは、風変わりなゴスではあるが、有能な法科学者として中心人物の一面を持っている。

ゴシック文学や、美術のラファエル前派、アール・ヌーヴォーのように、暗い色使いや感傷が好まれている。絵画においてもAnne Sudworthは、夜のように暗い作品や強いゴシック的イメージでよく知られる。ゴスに近いグラフィック・アーティストにはジェラルド・ブロム、ネネ・トーマス、ルイス・ロヨ、デイヴ・マッキーン、ジョーネン・バスケス、トレバー・ブラウンであり、アメコミ作家でゴスに近い人物は『ザ・クロウ』などで知られるジェームズ・オバーらがいる。

## 思想
ゴスは、アートに関心があって無思想といったタイプの若者が多いが、デモクラシーや保守、耽美派、ロマン主義、リベラル、左派まで様々な思想を内包している。
ゴス・サブカルチャーに属するゴスは、多くのの場合、暴力的なものよりはむしろ「寛容なもの」を支持している。メディアは、ゴス・サブカルチャーが、暴力的なものと結びついているという誤解に陥っている。しかし、暴力と嫌悪というのはゴス思想の要素に入っておらず、むしろこのゴス思想は理解、共感、そして多くの文化が抱えている社会的、個人的ヘイトへの悲しみを内部に包摂している。これらはゴス・ロック音楽においても、テーマとして表現されることがある。前述のとおり、イギリスの若者は、ゴス・ムーヴメントの中で、商業主義的なニューロマンティックなどの80年代前半の主流音楽に反発し続けた。ゴス思想の物足りない部分として、ゴシック文化が政治に無関心であるという性格がある。ゴス・サブカルチャーというのは、ヒッピーやパンク・ロックといったムーブメントと違い、政治的メッセージや社会的要求を含まないことが多い。このサブカルチャーは個人主義の強調や、多様性と寛容、創作への強い情熱や知性主義、社会的保守派への嫌悪、そして皮肉といったものが目立つ。ゴス思想は、メディアによって、スピリチュアルやオカルトと結びつけられる傾向もある。宗教思想はゴシック・ファッションや歌詞、ヴィジュアル・アートにおいてかなりの役割を果たしている。「カトリシズム」起源の美学要素は、ゴス・カルチャーに影響を与えている。

## ファッション

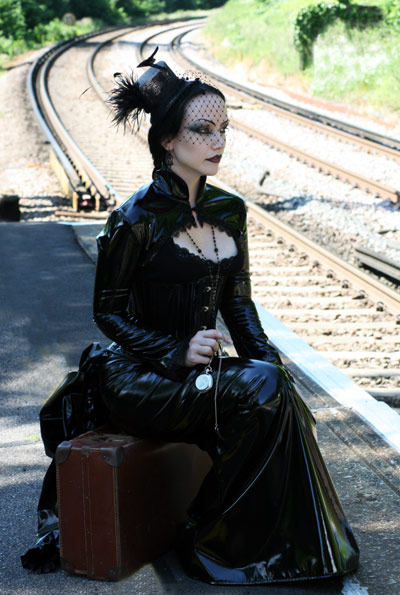
ゴシック・ファッションの一例

典型的なゴシック・ファッションは、暗いアイライナーにマニキュア、口紅と、黒尽くめの服装などが特徴である。 エリザベス様式やヴィクトリア様式に影響を受けたスタイルが多く、十字架やアンクといった宗教的モチーフを使ったものがある。正統派のゴスが皆こういった要素を持っている一方、このようなスタイルは地域によってさまざまである。ファッション・リーダーには、スージー・スーや、ダムドのデイヴ・ヴァニヤンがいた。
ゴス・ファッションというのはしばしばヘヴィメタルのファッションと混同される。ゴスのことをよく知らない人がヘヴィメタルとゴスのファンを間違える主な理由のひとつに、黒いトレンチコートを羽織ったりコープスペイント(ブラックメタルシーンに関係する単語)を施す、ヘヴィメタルファンがいることがあげられる。しかしながらゴシック・メタルは音楽的・文化的側面双方でゴシック・ロックの影響を強く受けているため、このファンを嚆矢にレザーやスパイク、リベットといった従来のヘヴィメタルファッションに加え、ヘヴィメタルシーンにもゴス・ファッションの一部が流入しており、状況は複雑化している。またヘヴィメタルの元祖といわれるブラック・サバスと、そのボーカリストオジー・オズボーンは、1970年代前半から吸血鬼、十字架、髑髏といった、ゴス文化でも一般的なビジュアルイメージを取り入れながら活動を行ってきたため、彼らの強い影響下にあるヘヴィメタルというジャンル自体にも、混同されやすい土壌が当初からある。

## 議論
死のイメージと結びついているゴシック・ファッションは、その着用者の精神が健全であっても、周りの人物を不安にさせる。
マスメディアは、ゴシック・サブカルチャーもしくはそれに関係している人々が悪意に満ちた目で見られていることを報じているが、これには異論もあり、ゴス・サブカルチャー自体は非暴力的であると報じられていることも少なくない。
A.S.H.Aが行った同領域の専門家による2つの調査は、ゴス・サブカルチャーの人間は、他人に対して暴力をふるうよりも自分自身に対する暴力や、文章における暴力表現を
することが多いという結論を導き出した。
ゴスを自称していたり、周りからゴスとして見られている者の中には、スクールシューティングといった暴力犯罪を起こすものがいるこのような事件により、ゴスに対する視線はより厳しいものとなる。

## 犯罪被害
コロンバイン高校銃乱射事件が2人の高校生によって引き起こされた時、世間のゴス・サブカルチャーに対する不安は最高潮に達し、事件はゴス・サブカルチャーと関連があるという誤解を招いた。

その結果、誤解が広まり、北米のゴス・サブカルチャーに打撃を与えた。
事件から5か月後、犯人たちはゴス・ミュージックを侮り、ゴス・サブカルチャーとは無関係であると警察は発表した。
カナダで起きたドーソン・カレッジ銃乱射事件もまた、ゴスに対する不安をあおった。
この事件において1人を殺害し19人にけがを負わせたキムビア・ギルはVampireFreaksというウェブサイトに投稿しており、そのサイトのプロフィールには自分が銃好きのゴスであることが書かれていた 。
事件翌日、「同じような事件が再び起こり、ゴス・ミュージックやインダストリアル・ミュージックの愛好家はつらい思いをするだろう」という、ギルがゴスであるような報道がされた 。
ギルの自宅の家宅捜索の結果、コロンバイ事件の犯人2人組を称賛する内容の手紙と、 "Shooting sprees ain't no fun without Ozzy and friends LOL".というタイトルのCDが見つかった 。ギルはゴスに取りつかれていると自称していたが、マスコミは、彼の好きな音楽はヘビーメタルであると報じた。
ジャーナリストとしても有名で、ゴス・ミュージックの歴史に詳しい作家である、ミック・マーサーは、「ヘヴィメタルを否定しているつもりはなく、彼がどのような音楽を聞いていようが、事件との関連はない」としたうえで、ギルについて以下のように話している。
「私は彼がゴスであるはずがないと断言する。彼の好きな音楽というのは絶え間なく轟音が鳴り響くメタルや、普通のグランジ、ロック、インダストリアル風味のゴスメタルだ。」
「彼はメタルを聞いていた。彼はゴスと関係がない。」

「彼の後に続く犯罪者たちは、彼がゴスとは関係がないということを見落として、彼がゴスだと思い込むだろう。」
同じくカナダで起きたリチャードソン一家殺害事件（ en:Richardson family murders）でもゴスとの関連が疑われたが、ドーソン・カレッジ事件ほどの関心は得られなかった。
ゴスの美学に対する誤解や無理解によって、ゴスは偏見や差別、不寛容の目にさらされている。ほかの議論を呼びそうなサブカルチャーや前衛的なライフスタイルによくあることだが、部外者たちは故意過失問わず、ゴスを主流からはずすときがある。ゴスのように前衛的なサブカルチャーというのは脅しや屈辱に遭うことがあり、場合によっては暴力沙汰になることもある。2006年、カリフォルニア州サンディエゴで4人のゴスが海軍兵士とその兄弟に襲われる事件があり、ゴスの1人であるジム・ハワードが手術を受ける羽目になった。2007年8月に加害者は有罪の実刑判決を受けた。サブカルチャーに貢献しただけという理由でゴスが攻撃を受けたのは明らかなことだった。これは凶悪犯罪とも受け取れるが、そのときサンディエゴの裁判所はそこまで考えていなかった。
2007年8月11日、イギリスのランカシャー州ベイカップにあるスタビリー公園を散歩していた2人の人間が、ゴスだったという理由だけでティーンエイジャーの集団に襲われ、2人のうちの一人であるソフィー・ランカスターがこのときの負傷が元で死亡するという事件が起きた。2008年4月29日、ライアン・ハーバーととブレンダン・ハリスという2人の若者がランカスターを殺害したとして終身刑を言い渡され、他の3人はランカスターのボーイフレンドロバート・モルトビーを襲ったとして終身刑より軽い刑を言い渡された。このような判決を下した理由として、アンソニー・ラッセル判事は、「これは皆さんと見た目が違うというだけの理由で罪なき人を襲うという凶悪犯罪である。」と語った。判事は「まったくもって平和で、法的に人を襲うことのない者たち」として、ゴス・コミュニティを擁護した。また、議会の命令のなかった凶悪犯罪であることを悟り、判決内容の理由とした。この規則の関わらず、イギリスのほうでは認められていない凶悪犯罪への片棒を担ぎ、サブカルチャーを基にした差別に加えるべき決定がある。

ゴスは、長年人権侵害に苦しんできた。ゴスが西洋的であると見るポストコロニアリズム文学や文化評論家とは対照的に、映画史研究家のデイヴィッド・J・スカルは、ホラー映画がいつも社会的に受け入れられる範囲の社会批判を量産し、その他ホラー的なイメージも拡大したゴシックカルチャーも、これらの批判によって植えつけられた描写に忠実でないと語っている。漫画家ジョーネン・バスケスは自身の漫画 「Johnny the Homicidal Maniac」などにおいてゴス・サブカルチャーを風刺してきた。バスケスはこういった傾向をバックバイティングでうぬぼれじみていて、そしてどこかで見たことあるようなものとして描いた。同じくして、事件や憂鬱といった「Johnny the Homicidal Maniac」でしばしば使われるテーマが本編中に出てくると、パロディの傾向があらわれてくる。